# Jingzhou
Jingzhou (em chinês simplificado: 荆州; chinês tradicional: 荊州; pinyin: Jīngzhōu) é uma cidade na província de Hubei da República Popular da China, por onde passa o rio Yangtze (Chang Jiang). População rural: 6.3 milhões. População urbana: 1.56 milhões.

## Geografia
A municipalidade tem uma área de 14.067 quilômetros de ². É mais elevada no oeste e mais baixa no leste. É coberta por uma rede de vias navegáveis, assim como lagos.
Jingzhou ficado situado nos alcances médios do Chang Jiang (Trad. Chinês: 長江; Simp. Chinês: 长江), na planície de Jianghan. A seu leste há Wuhan, a oeste há os "Três Desfiladeiros", a sul há província de Hunan e a norte há cidade de Jingmen.

## Administração
Jingzhou tem a jurisdição sobre:
- Dois distritos: Distrito de Jingzhou e distrito de Shashi;
- Três condados: Condado de Jiangling, condado de Gong'an, condado de Jianli;
- Três cidades: Songzi, Shishou e Honghu.

## História
Jingzhou foi um centro de e distribuição de productos por 6.000 anos. A cidade antiga de Jingzhou é o que é agora o distrito de Jiangling da cidade de Jingzhou. É situada nos alcances médios do Chang Jiang, um lugar estratégico da importância militar desde épocas antigas.
Jingzhou foi a capital onde viveram 20 imperadores por 411 anos do estado de Chu, durante o período de luta da dinastia Zhou.
Diz-se que a cidade foi construída com terra de Guan Yu no período dos três reinos. Durante o período do sul e do norte das dinastias, era o capital do Liang ocidental. Nas cinco dinastias e no período dos dez reinos, era o capital do estado de Nanping.

## Turismo
Os locais numerosos foram preservados do período do estado de Chu, incluindo as ruínas de cinco cidades de Chu, 73 locais da cultura de Chu e mais de 800 grandes túmulos antigos, incluindo aqueles de 18 imperadores de Chu.
Há também locais históricos do período dos três reinos, tal como o campo de batalha de Wulin (batalha dos penhascos vermelhos) e o trajeto de Huarong.
As paredes da cidade foram reconstruídas em 1646 e medem 9 metros de altura. O perímetro da parede se estende por 9.3 quilômetros. As paredes da cidade, as portas da cidade, as torres de vigia foram mantidas bem. Muitas das torres sobre as portas majestosas da cidade foram danificadas ou reconstruídas, simplesmente deixando a torre de Chaozong que foi reconstruída em 1838 na porta de Gongji.

## Etnias
As seguintes nacionalidades vivem em Jingzhou: han, hui, manchu, tujia, miao e mongol.